# 新潟市警察部
新潟市警察部（にいがたしけいさつぶ）は、新潟県警察が警察法第52条に基づき新潟市に設置している部門（市警察部）。同条では「指定市の区域内における道府県警察本部の事務を分掌させるため、当該指定市の区域に市警察部を置く。」と定められており、政令指定都市である新潟市に設置されている。
同市の新潟県警察本部警務部長が新潟市警察部長を兼務しており、事務分掌も警務部警務課が兼務している。

## 警察署
- 新潟中央警察署
- 新潟警察署
- 新潟東警察署
- 新潟西警察署
- 新潟北警察署
- 新潟南警察署
- 秋葉警察署
- 西蒲警察署
- 江南警察署